# Tenis ziemny na Igrzyskach Panamerykańskich 2007
Tenis ziemny na Igrzyskach Panamerykańskich 2007 – turniej tenisowy, który był rozgrywany w dniach 18–28 lipca 2007 roku podczas igrzysk panamerykańskich w Rio de Janeiro. Zawodnicy zmagali się na obiektach Marapendi Club. Tenisiści rywalizowali w czterech konkurencjach: singlu i deblu mężczyzn oraz kobiet.

## Medaliści
| Konkurencja             | Złoty medal                      | Srebrny medal                         | Brązowy medal                   |
| gra pojedyncza mężczyzn | Flávio Saretta                   | Adrián García                         | Eduardo Schwank                 |
| gra pojedyncza kobiet   | Milagros Sequera                 | Mariana Duque Mariño                  | Betina Jozami                   |
| gra podwójna mężczyzn   | Horacio Zeballos Eduardo Schwank | Adrián García Jorge Aguilar           | Santiago González Víctor Romero |
| gra podwójna kobiet     | Jorgelina Cravero Betina Jozami  | Kari Castiblanco Mariana Duque Mariño | Joana Cortez Teliana Pereira    |

### Tabela medalowa
| Miejsce | Państwo   | Złoto | Srebro | Brąz | Razem |
| ------- | --------- | ----- | ------ | ---- | ----- |
| 1       | Argentyna | 2     | 0      | 2    | 4     |
| 2       | Brazylia  | 1     | 0      | 1    | 2     |
| 3       | Wenezuela | 1     | 0      | 0    | 1     |
| 4       | Chile     | 0     | 2      | 0    | 2     |
|         | Kolumbia  | 0     | 2      | 0    | 2     |
| 6       | Meksyk    | 0     | 1      | 1    | 1     |
|         | Razem     | 4     | 4      | 4    | 12    |